# Marie de Croÿ
Marie Elisabeth Louise de Croÿ (Londen, 26 november 1875 - Saint-Benin-d'Azy, 20 juni 1968), van het huis Croÿ, was een Belgische prinses, dochter van prins Alfred de Croÿ (1842-1888) en zijn Britse echtgenote Elizabeth Mary Parnell (1855-1912). Ze onderscheidde zich door haar verzetsacties in de twee wereldoorlogen.

## Levensloop
Tijdens de Eerste Wereldoorlog richtte ze een spionagenetwerk op en vocht ze naast Edith Cavell tegen de bezetter door geallieerde soldaten via Nederland terug te laten keren naar Engeland. Vanuit Noord-Frankrijk werden deze geallieerde soldaten per tram naar Brussel overgebracht. Op die verbindingslijn was slechts een halte, namelijk Enghien, zodat het gevaar op controles klein bleef. Vooraleer de soldaten naar Nederland getransporteerd werden verbleven ze in het ziekenhuis van Edith Cavell. In enkele maanden tijd had het leger 170 geallieerde soldaten. Wanneer in augustus 1915 Edith Cavell door de Duitsers werd aangehouden kon het netwerk niet langer opereren. Ook  Marie de Croÿ werd gearresteerd, gedeporteerd en op 9 oktober 1915 door de Duitsers veroordeeld tot tien jaar dwangarbeid. Marie zat opgesloten in de Siegburgse gevangenis waar ze bevriend raakte met Marthe Boël. Als gevolg van de onophoudelijke verzoeken van de koning van Spanje, Alfonso XIII, en de apostolische nuntius, Monseigneur Pacelli bood Willem II haar de vrijheid aan die ze weigerde omdat haar metgezellen in nood daar niet mee van konden genieten. De sanitaire omstandigheden in de gevangenis van Siegburg waren erbarmelijk waardoor algemene ondervoeding heerste. Marie de Croÿ moest in de zomer van 1917 opgenomen worden in het ziekenhuis van Munster, later in dat van Bonn waar ze tot het einde van de oorlog verbleef. Op 13 november 1918 verkreeg ze de vrijheid. In 1933 schreef ze boeken over haar oorlogsjaren en gevangenschap.
Marie de Croÿ was zeer vertrouwelijk met Koningin Elisabeth van België en Koningin Mary van Groot-Brittannië.
Tijdens de Tweede Wereldoorlog nam ze hetzelfde heldhaftige gedrag aan als in de Eerste Wereldoorlog. In het bijzonder liet ze generaal Giraud onderduiken die uit gevangenschap in Duitsland was ontsnapt. Ze werd gearresteerd in Lille. Marie de Croÿ overleed op 20 juni 1968 in het kleine dorpje Saint-Benin-d'Azy (Frankrijk) in het departement Nièvre, waar de familie van haar broer Léopold Prince de Croÿ-Solre (1877-1965) de kastelen van Azy en La Vieille Régie bezat.

## Publicaties
Marie de Croÿ schreef twee werken.
- Le martyre des pays envahis, souvenirs de la Princesse de Croÿ, Paris, Plon, 1933.
- Souvenirs de guerre et de captivité, in la Revue générale, 1933.

## Eretekens
- Ridder in de Leopoldsorde
- Ridder in het Legioen van Eer met oorlogskruis
- Ridder in de Orde van het Britse Rijk

- Biblioteca Nacional de España: XX1242230
- Bibliothèque nationale de France: cb11275800h (data)
- Gemeinsame Normdatei: 1080055193
- International Standard Name Identifier: 0000 0000 7730 4433
- Library of Congress Control Number: no2009073750
- Nederlandse Thesaurus van Auteursnamen: 118883755
- Réseau des bibliothèques de Suisse occidentale: 02-A012652676
- Système universitaire de documentation: 186303777
- Virtual International Authority File: 88502656
- WorldCat: E39PBJymBbYV87cMwdrptDQXh3